# Phyllanthus allemii
Phyllanthus allemii är en emblikaväxtart som beskrevs av Grady Linder Webster. Phyllanthus allemii ingår i släktet Phyllanthus och familjen emblikaväxter. Inga underarter finns listade i Catalogue of Life.